# Tarzan und die verschollene Safari
Tarzan und die verschollene Safari (Originaltitel: Tarzan and the Lost Safari) ist ein US-amerikanischer Spielfilm aus dem Jahr 1957. Dabei soll es sich um den ersten Tarzan-Film in Farbe handeln. Regie führte H. Bruce Humberstone. Die Hauptrollen sind mit Gordon Scott, Robert Beatty, Yolande Donlan und Betta St. John besetzt. Das Drehbuch stammt von Montgomery Pittman und Lillie Hayward unter der Verwendung der Figuren von Edgar Rice Burroughs. In seinem Heimatland kam der Streifen das erste Mal am 12. April 1957 ins Kino, in der Bundesrepublik Deutschland im selben Jahr am 19. Dezember.

## Handlung
Bei seinen Streifzügen durch den afrikanischen Dschungel entdeckt Tarzan ein zertrümmertes Reiseflugzeug, das hier notgelandet ist und in dem sich fünf Menschen befinden: der Pilot Dick Penrod und seine Frau Diana sowie die junge Gamage Dean, ein Zeitungsreporter und der Abenteurer Carl Kraski. Tarzan gelingt es, die Eingeschlossenen zu befreien und vor dem Stamm der Opar-Krieger in Sicherheit zu bringen. 
Auch der zwielichtige Großwildjäger „Tusker“ Hawkins hat von dem Absturz gehört. Jetzt will er die Gelegenheit nutzen, die Verunglückten dem Eingeborenenstamm der Opar zuzuführen, damit der sie seinen Göttern opfern kann. Als Gegenleistung erwartet er, von den Wilden wertvolles Elfenbein zu erhalten.
Diana Penrod verirrt sich im Urwald. Ein paar Opar-Krieger entdecken die Frau und nehmen sie gefangen. Als Tarzan deren Hilferufe vernimmt, eilt er hinzu. Sein Versuch, Diana zu befreien, scheitert aber an der Übermacht der Eingeborenen. Diese bringen die Gefangene in ihr Dorf. Der gerade dort weilende Hawkins genießt den Anblick der Schönen und erreicht, dass sie ihm überlassen wird. Daraufhin sucht er mit ihr die Gestrandeten auf. Er beabsichtigt, sich vor ihnen als Retter der Dame aufzuspielen, um so das Vertrauen der Besatzung zu erschleichen. Tarzan ist jedoch der Einzige, der Hawkins’ Plan durchschaut. Die Gruppe aber hegt zunächst keinen Argwohn und folgt dem Großwildjäger, der vorgibt, sie an die Küste zu führen. Stattdessen lockt er sie in eine Falle, wo die fünf von den Opar-Kriegern gefangen und in deren Lager gebracht werden. Gefesselt warten sie dort auf ihre Opferung. Nun setzt Tarzan mit Hilfe der Schimpansin Cheeta alle Hebel in Bewegung, um die Gefangenen zu befreien, was ihm mit viel Mühe nach einigen Rückschlägen auch gelingt. Während der schurkische Hawkins am Ende mit einer gelösten Hängebrücke in die Tiefe stürzt und dabei den Tod findet, führt Tarzan die Gestrandeten in die Freiheit.

## Kritik
Das Lexikon des internationalen Films bemerkt, trotz Cinemascope-Einsatz sei die „anspruchslos-abenteuerliche Kolportage-Geschichte“ mit den früheren Tarzan-Produktionen kaum noch vergleichbar. Der Evangelische Film-Beobachter zieht folgendes Fazit: „Dieser Abenteuerfilm, in welchem Tarzan eine mißgeleitete Safari rettet, wird nur bei der treuen Tarzangemeinde Anklang finden.“

## Synchronisation
| Rolle           | Darsteller         | Synchronsprecher      |
| --------------- | ------------------ | --------------------- |
| Carl Kraski     | George Coulouris   | Paul Wagner           |
| Diana Penrod    | Betta St. John     | Edith Schneider       |
| Dick            | Peter Arne         | Wolfgang Lukschy      |
| Evelyn Dean     | Yolande Donlan     | Tilly Lauenstein      |
| Häuptling       | Orlando Martins    | Clemens Hasse         |
| Johnny Fletcher | Wilfrid Hyde-White | Siegfried Schürenberg |
| Tarzan          | Gordon Scott       | Hans-Dieter Zeidler   |
| Tusker Hawkins  | Robert Beatty      | Werner Peters         |

## Quelle
- Programm zum Film, erschienen im Verlag Das neue Filmprogramm, Mannheim, ohne Nummernangabe